# Parzniewice Duże
Parzniewice Duże – część wsi Parzniewice w Polsce położona w województwie łódzkim, w powiecie piotrkowskim, w gminie Wola Krzysztoporska.
Do 1954 roku istniała gmina Parzniewice.
W latach 1975–1998 Parzniewice Duże administracyjnie należały do województwa piotrkowskiego.